# Alexander a S. Joanne de Cruce
Alexander a Sancto Joanne de Cruce, született Mangin József János (Karánsebes vagy Karancskeszi (Nógrád megye), 1720. november 4. – München, 1794. január 20.) karmelita szerzetes.

## Élete
Atyja Mangin Ferenc Balázs császári és királyi ezredes volt. A bölcsészeti tudományokat Nagyszombatban tanulta. Fiatalkorában szüleivel Münchenbe költözött, ahol nevelkedett és 1738-ban a karmelita rendbe lépett. 1739-ben Münchenben pappá szentelték, ezután hittant és egyházjogot tanított. 1756-ban Rómában a Szent Pongrác-papnevelőben tanított; azután a rend generális látogatóját kísérte utazásain titkárként nyolc évig Franciaországban, Hollandiában és Németországban. Visszatérvén Münchenbe, 1764-től a rend hitszónoka, az augsburgi kerület priorja, könyvtárnoka és a szerzet tanácsának tagja lett.

## Munkái
- Ad Claudii Fleury Historiam Ecclesiasticam Introductio seu historia Veteris et Novi Testamenti. 5 vol. Aug. Vindelicorum, 1788–89
- Ezen kívül Fleury Historia Ecclesiasticáját latinra fordította és folytatta 70 kötetben 1414–1766-ig. Megjelent Uo. 1767–94